# Superpohár UEFA 2022
Superpohár UEFA 2022 byl 47. ročníkem evropské klubové fotbalové soutěže Superpohár UEFA, pořádané Evropskou fotbalovou asociací UEFA, kdy se spolu utkávají vítěz Ligy mistrů a vítěz Evropské ligy. 
V zápase proti sobě nastoupil vítěz Ligy mistrů UEFA 2021/22 Real Madrid a vítěz Evropské ligy UEFA 2021/22 Eintracht Frankfurt. Zápas se odehrál dne 10. srpna 2022 na Olympijském stadionu ve finských Helsinkách. Předchozí vítěz, tým Chelsea FC, se do zápasu nekvalifikoval a nemohl tak své vítězství obhajovat.

## Účasti v Superpoháru UEFA
| Název týmu          | Předchozí účasti (tučně označeno vítězství)  |
| ------------------- | -------------------------------------------- |
| Real Madrid         | 7 (1998, 2000, 2002, 2014, 2016, 2017, 2018) |
| Eintracht Frankfurt | 0                                            |

## Zápas
| 10. srpna 2022 21:00 (SELČ)       |        |                     |                                                                      |
| Real Madrid                       | 2 : 0  | Eintracht Frankfurt | Olympijský stadion, Helsinky diváci: 31 042 rozhodčí: Michael Oliver |
| 37' David Alaba 65' Karim Benzema | report |                     | Olympijský stadion, Helsinky diváci: 31 042 rozhodčí: Michael Oliver |

| Real Madrid | Eintracht Frankfurt |

| GK              | 1  | Thibaut Courtois    |  |     |
| RB              | 2  | Dani Carvajal       |  | 85' |
| CB              | 3  | Éder Militão        |  |     |
| CB              | 4  | David Alaba         |  |     |
| LB              | 23 | Ferland Mendy       |  |     |
| CM              | 10 | Luka Modrić         |  | 67' |
| CM              | 14 | Casemiro            |  |     |
| CM              | 8  | Toni Kroos          |  | 85' |
| RF              | 15 | Federico Valverde   |  | 76' |
| CF              | 9  | Karim Benzema (c)   |  |     |
| LF              | 20 | Vinícius Júnior     |  | 85' |
| Náhradníci:     |    |                     |  |     |
| GK              | 13 | Andrij Lunin        |  |     |
| DF              | 5  | Jesús Vallejo       |  |     |
| DF              | 6  | Nacho               |  |     |
| DF              | 22 | Antonio Rüdiger     |  | 85' |
| MF              | 17 | Lucas Vázquez       |  |     |
| MF              | 18 | Aurélien Tchouaméni |  | 85' |
| MF              | 19 | Dani Ceballos       |  | 85' |
| MF              | 25 | Eduardo Camavinga   |  | 76' |
| FW              | 7  | Eden Hazard         |  |     |
| FW              | 11 | Marco Asensio       |  |     |
| FW              | 21 | Rodrygo             |  | 67' |
| FW              | 24 | Mariano             |  |     |
| Trenér:         |    |                     |  |     |
| Carlo Ancelotti |    |                     |  |     |

| GK             | 1  | Kevin Trapp         |       |     |
| CB             | 18 | Almamy Touré        |       | 70' |
| CB             | 35 | Tuta                |       |     |
| CB             | 2  | Evan Ndicka         |       |     |
| CM             | 8  | Djibril Sow         |       |     |
| CM             | 17 | Sebastian Rode (c)  |       | 58' |
| RM             | 36 | Ansgar Knauff       |       |     |
| LM             | 25 | Christopher Lenz    |       |     |
| RW             | 15 | Daiči Kamada        |       |     |
| CF             | 19 | Rafael Santos Borré |       |     |
| LW             | 29 | Jesper Lindstrøm    |       | 58' |
| Náhradníci:    |    |                     |       |     |
| GK             | 31 | Jens Grahl          |       |     |
| GK             | 40 | Diant Ramaj         |       |     |
| DF             | 5  | Hrvoje Smolčić      |       |     |
| DF             | 22 | Timothy Chandler    |       |     |
| MF             | 6  | Kristijan Jakić     |       |     |
| MF             | 20 | Makoto Hasebe       |       |     |
| MF             | 27 | Mario Götze         |       | 58' |
| FW             | 9  | Randal Kolo Muani   |       | 58' |
| FW             | 11 | Faride Alidou       |       |     |
| FW             | 21 | Lucas Alario        | 90+2' | 70' |
| FW             | 23 | Jens Petter Hauge   |       |     |
| Trenér:        |    |                     |       |     |
| Oliver Glasner |    |                     |       |     |

| Hráč zápasu: Casemiro (Real Madrid) Asistenti rozhodčího: Stuart Burt Simon Bennett Čtvrtý rozhodčí: Donatas Rumšas Videorozhodčí: Tomasz Kwiatkowski Asistenti videorozhodčího: Bartosz Frankowski Tiago Martins Pravidla zápasu - 90 minut - 30 minut prodloužení při nerozhodném stavu - Penaltový rozstřel při stále nerozhodném stavu - Nejvýše 12 jmenovaných náhradníků - Maximálně 5 střídání, šesté povoleno při prodloužení. (Každý tým může střídat ve třech časech, počtvrté při prodloužení. Do těchto oken se nepočítají střídání o poločasech.) |